# Carlos Carmelo de Vasconcelos Motta
Carlos Carmelo de Vasconcelos Motta GCC (Bom Jesus do Amparo, 16 de julho de 1890 — Aparecida, 18 de setembro de 1982) foi um sacerdote católico brasileiro; vigésimo quarto bispo do Maranhão e seu segundo arcebispo; décimo quinto bispo de São Paulo, sendo seu terceiro arcebispo e primeiro cardeal. Foi também o primeiro arcebispo de Aparecida.

## Biografia
Era filho de João de Vasconcellos Teixeira da Motta e de Francisca Josina dos Santos Motta. Realizou seus estudos fundamentais na Fazenda da Prata, na paróquia de Taquaraçu de Minas, Caeté. Estudou de humanidades no Colégio Matosinhos, dos Irmãos Maristas, em Congonhas do Campo. Em 1904, matriculou-se no seminário menor de Mariana, saindo após breve período. Entre 1910 e 1911 cursou a Faculdade de Direito de Belo Horizonte. Em 1914 matriculou-se no seminário maior.

## Presbiterado
Foi ordenado presbítero no dia 29 de junho de 1918, por Dom Silvério Gomes Pimenta, arcebispo de Mariana. Celebrou sua primeira missa, em Taquaruçu de Minas, a 7 de julho de 1918.

## Atividades antes do Episcopado
Após ser ordenado, foi nomeado vigário coadjutor de Taquaruçu de Minas, onde permaneceu por seis meses. Depois foi nomeado capelão do Asilo São Luís da Serra da Piedade.
Foi depois capelão do Recolhimento das Macaúbas, e trabalhou nas paróquias de Caeté e Sabará. Foi reitor do seminário de Belo Horizonte até 1932.

## Episcopado
Em 29 de julho de 1932 foi eleito bispo titular de Algiza e auxiliar de Diamantina, aos 42 anos.

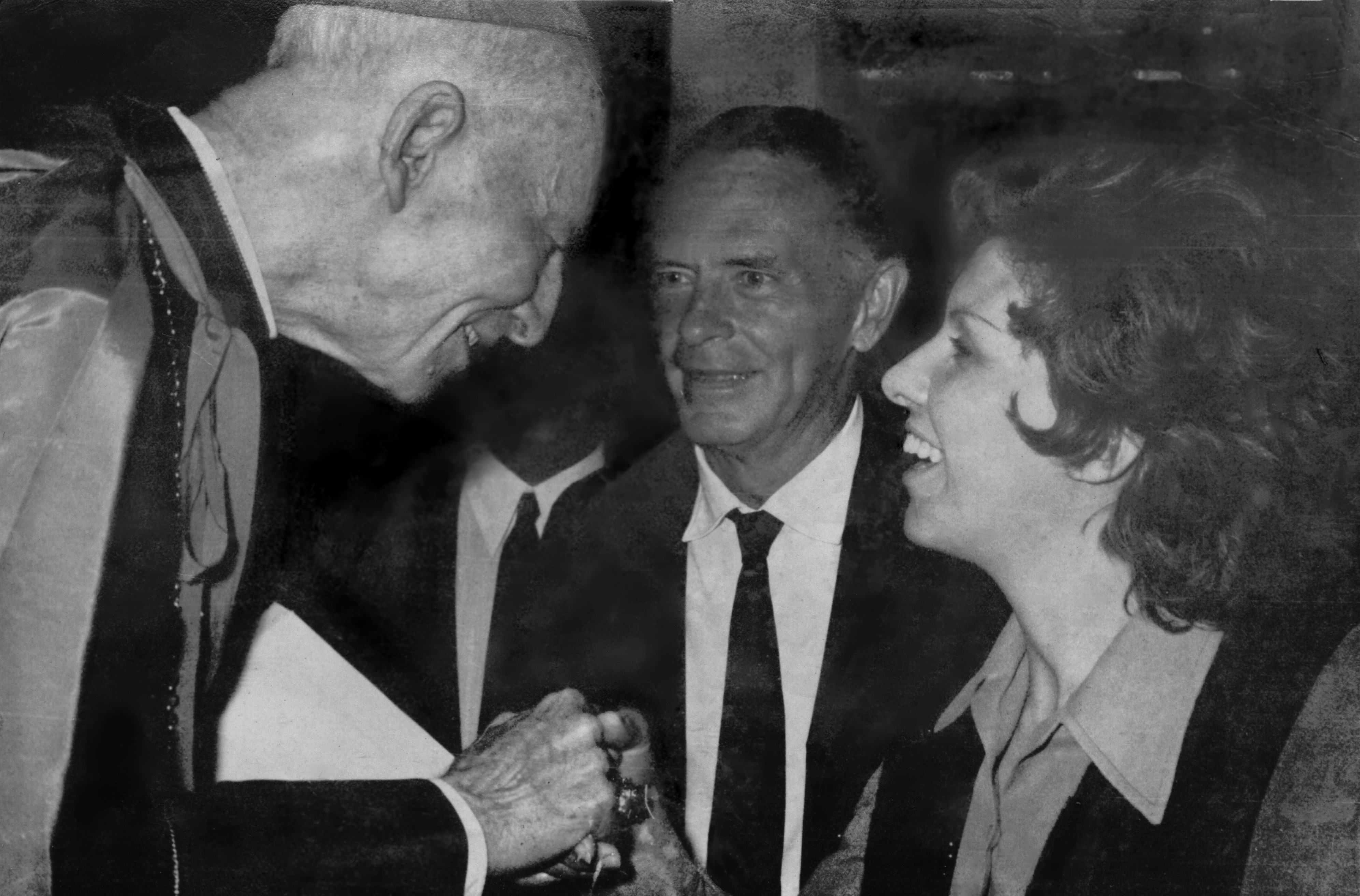
O cardeal Motta, no dia de sua posse na Academia Mineira de Letras, cumprimentado pela escritora Cida Chaves, em 1971.

Recebeu a ordenação episcopal, em 30 de outubro de 1932, na igreja matriz de São José, em Belo Horizonte, sendo sagrante principal Dom Antônio dos Santos Cabral, arcebispo de Belo Horizonte, e consagrantes: Dom Ranulfo da Silva Farias, então bispo de Guaxupé, e Dom Antônio Colturato OFM Cap, então bispo de Uberaba.
Em 19 de dezembro de 1935 foi nomeado arcebispo do Maranhão, onde permaneceu por oito anos.
Em 13 de agosto de 1944, aos 54 anos, foi nomeado arcebispo de São Paulo, da qual tomou posse por procuração a 7 de setembro do mesmo ano. No dia 16 de novembro fez sua entrada solene na igreja de Santa Ifigênia, então catedral provisória. Em 18 de abril de 1964, aos 73 anos, foi nomeado primeiro arcebispo de Aparecida, cargo que exerceu até sua morte, em 18 de setembro de 1982, aos 92 anos.

## Cardinalato
No Consistório do dia 18 de fevereiro de 1946, presidido pelo Papa Pio XII, na Basílica de São Pedro, Dom Carlos foi criado Cardeal-Presbítero, do título de São Pancrácio. Em 2 de agosto de 1977 tornou-se o Protopresbítero do Colégio dos Cardeais.

## Atividade e contribuições
Dom Motta foi administrador da Diocese de Diamantina, de 1933 a 1934. No Maranhão, criou o Colégio Marista de São Luís, orfanatos, hospitais e um leprosário. Instalou diversas congregações religiosas. Promoveu a criação das dioceses de Caxias e Pinheiro, sendo administrador desta última entre 1940 e 1944.
Preocupado com a formação católica dos universitários, o Cardeal Motta criou em 18 de março de 1946 a Faculdade Paulista de Direito, núcleo inicial da Universidade Católica, que a 10 de maio de 1945 teve seu primeiro reitor nomeado, Dom Gastão Liberal Pinto e foi instalada a 2 de setembro de 1946. Em 1947, o Papa Pio XII, lhe concede o título de Pontifícia Universidade Católica de São Paulo, no antigo convento carmelita, no bairro de Perdizes.

A 30 de Abril de 1948 foi agraciado com a Grã-Cruz da Ordem Militar de Cristo de Portugal.

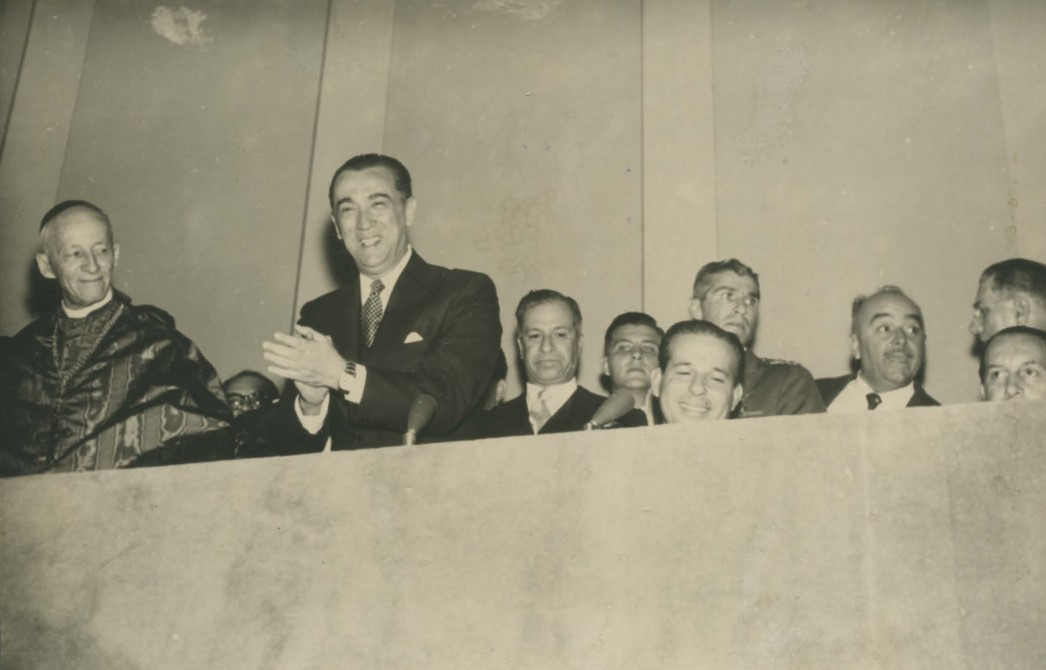
Cardeal Carlos Carmelo de Vasconcelos Mota com o presidente Juscelino Kubitschek e o vice-presidente João Goulart durante a inauguração de Brasília (Acervo Arquivo Nacional)

O Cardeal Motta estimulou, em São Paulo o Movimento familiar Cristão e a Ação Católica, que ganhou grande força na década de 1950 do século XX. Em 14 de outubro de 1952, foi um dos fundadores da Conferência Nacional dos Bispos do Brasil (CNBB). Empenhou-se muito para concluir as obras da nova catedral, inaugurando-a, a 25 de janeiro de 1954, ainda sem as torres, durante as comemorações do quarto centenário da cidade de São Paulo. A catedral teve seus sinos e o carrilhão abençoados, pelo Cardeal Motta, a 6 de janeiro de 1959.

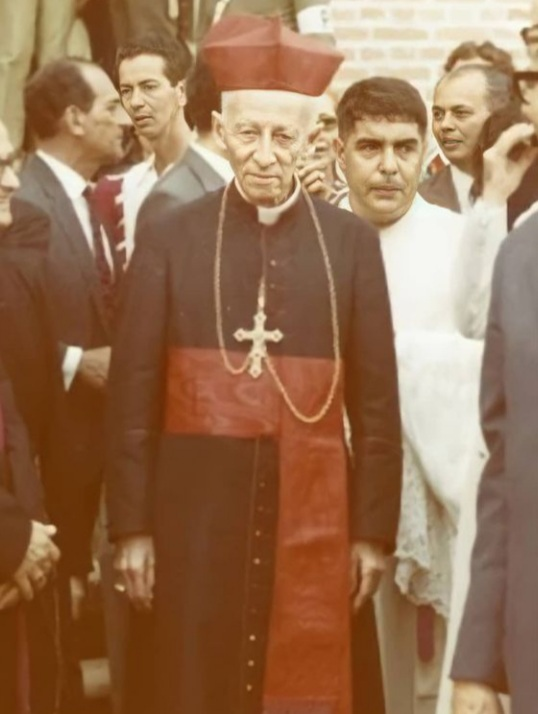
O cardeal Dom Carlos Carmelo de Vasconcelos Motta trajando a batina cardinalícia.

Em 2 de março de 1956 fundou a Rádio Nove de Julho, em comemoração aos oitenta anos do Papa Pio XII. Preocupado em aumentar o número de sacerdotes, o Cardeal Motta promoveu entre 4 e 9 de novembro de 1957 o Segundo Congresso Nacional da Vocações Sacerdotais. O cardeal procurou implantar e incentivar as reformas do Concílio Vaticano II na arquidiocese. Era íntimo do governador Ademar de Barros, o suficiente para aconselhá-lo na casa da amante, nas horas de crise. Foi um dos únicos cardeais brasileiros a pedir a um presidente da República, a promoção de um coronel ao posto de general, em favor de José Maria Morais de Barros, em 22 de outubro de 1960.
A Arquidiocese de Aparecida, no Vale do Paraíba, havia sido ereta a 19 de abril de 1958 e o Cardeal Motta era seu Administrador Apostólico, desde então. Em 22 de março de 1964 escreveu ao papa pedindo que o dispensasse da função na arquidiocese de São Paulo. Em 25 de abril foi nomeado para ser o primeiro arcebispo de Aparecida.
Em Aparecida, o cardeal assumiu, com grande empenho, a construção do novo santuário nacional da padroeira do Brasil.
Ocupou a cadeira nº 27 da Academia Mineira de Letras.

## Conclaves
- Conclave de 1958 - participou da eleição do Papa João XXIII
- Conclave de 1963 - participou da eleição do Papa Paulo VI
- Conclave de agosto de 1978 - não participou da eleição do Papa João Paulo I, por ter acima de 80 anos
- Conclave de outubro de 1978 - não participou da eleição do Papa João Paulo II, por ter acima de 80 anos

## Bispos ordenados
O Cardeal Motta foi o principal sagrante dos seguintes bispos:
- Luís Gonzaga Peluso
- Francisco Prada Carrera, C.M.F.
- João Batista Costa
- Antônio Maria Alves de Siqueira
- Manuel Pedro da Cunha Cintra
- Paulo Rolim Loureiro
- Afonso Maria Ungarelli, M.S.C.
- João Resende Costa, S.D.B.
- Romeu Alberti

E foi consagrante de:
- Rodolfo das Mercês de Oliveira Pena
- Filipe Benedito Condurú Pacheco
- Luís Gonzaga da Cunha Marelim, C.M.F.
- Francisco Xavier Elias Pedro Paulo Rey, T.O.R.